# Helluland

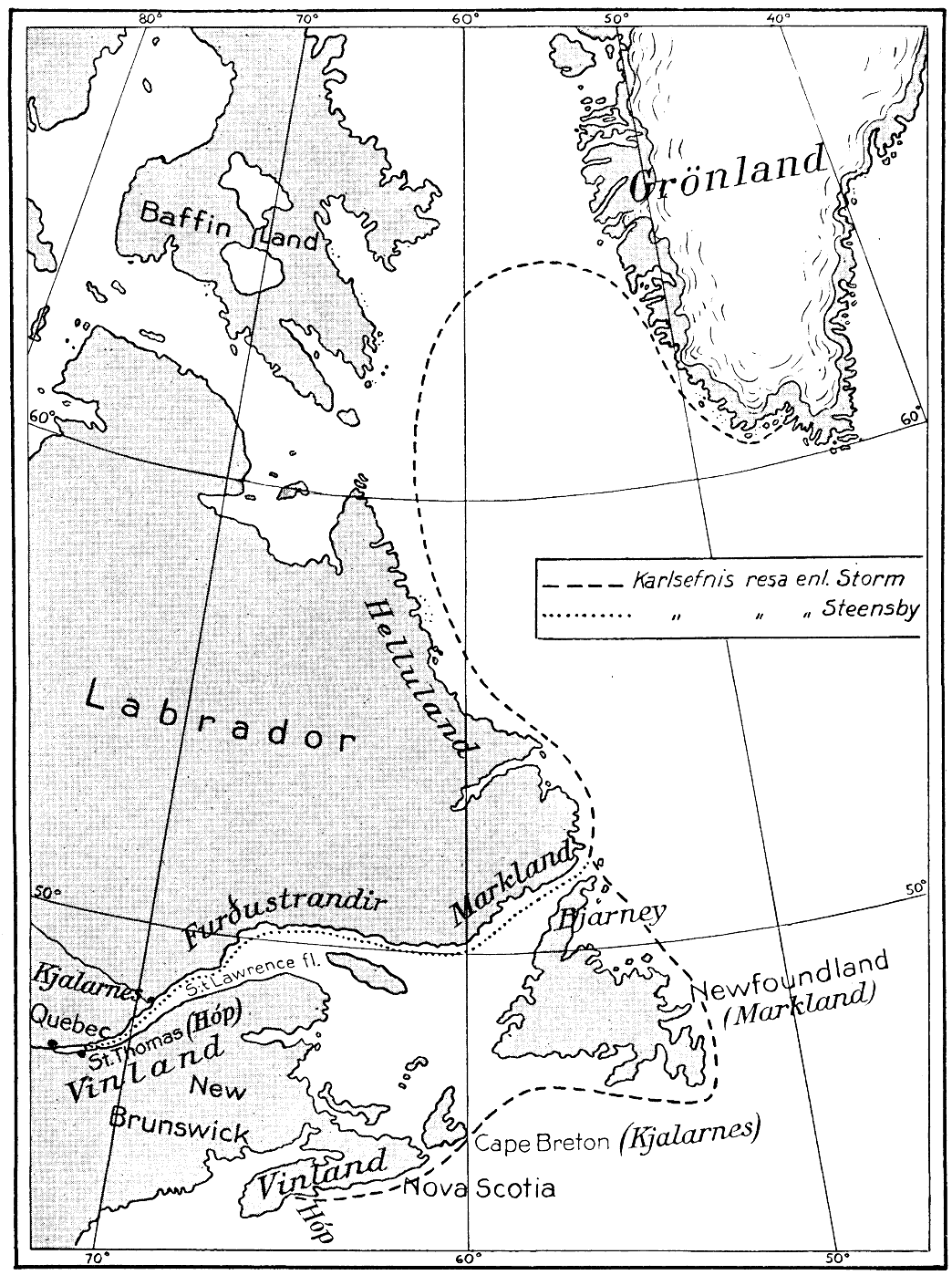
Przypuszczalne położenie Winlandii, Marklandii i Hellulandu (Nordisk Familjebok. 1921)

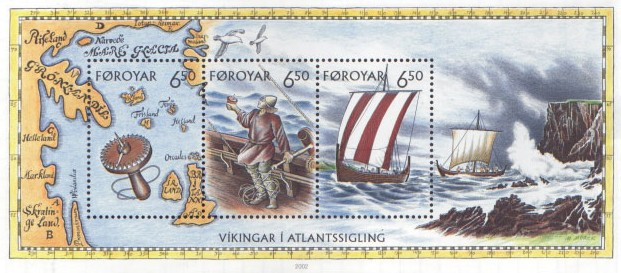
Znaczek pocztowy upamiętniający wyprawy wikingów.

Helluland (isl. „hella” – skała, kamień, „land” – ziemia, kraj) – nazwa nadana jednemu z trzech lądów odkrytych przez Leifa Erikssona ok. 1000 roku n.e., na północno-wschodnich wybrzeżach Ameryki Północnej. Helluland został opisany w islandzkich sagach jako ląd pokryty dużymi płaskimi kamieniami (od czego pochodzi nazwa „Helluland” czyli „Ziemia Płaskich Kamieni”). Dzięki tym wskazówkom historycy przypuszczają, że Helluland to prawdopodobnie Ziemia Baffina (kanadyjska wyspa należąca do terytorium Nunavut) lub północno-wschodni Labrador.
Dzięki świadectwu sag wiemy, że wikińscy odkrywcy prawdopodobnie nawiązali kontakt ze rdzenną ludnością tego regionu należącą do kultury Dorset. Ludność ta była określana w sagach terminem skræling, aczkolwiek z tego prawdopodobnego kontaktu nie wynikły żadne znaczące implikacje.
Helluland był pierwszym lądem w Ameryce Północnej (nie licząc Grenlandii), do którego dotarli wikingowie. Leif Eriksson zdecydował jednak, że ze względu na niegościnny charakter terenu nie założy tutaj osady. Kontynuował podróż dalej na południe do Marklandu (prawdopodobnie Labradoru) i Winlandii (Vinlandu) (prawdopodobnie Nowej Fundlandii).